# Запис липа код дома (Ресавица)
Запис липа код дома (Ресавица) се налази на парцели чији је власник Општина Деспотовац.

## Локација
| Општина             | Деспотовац                                                                  |
| Катастарска општина | Ресавица                                                                    |
| Потес               | Село                                                                        |
| Координате          | 44° 04′ 09″ С; 21° 31′ 02″ И / 44.069099999999999° С; 21.517199999999999° И |
| Надморска висина    | 280m                                                                        |

## Карактеристике
Дендрометријске вредности утврђене на терену и сателитским снимцима:
| Стабло                     | Липа |
| Висина стабла              | m    |
| Обим дебла                 | m    |
| Пречник крошње             | 3m   |
| Пречник дебла              | m    |
| Висина дебла до прве гране | m    |

## База записа
Запис је у оквиру Викимедија пројекта "Запис - Свето дрво" заведен под редним бројем 0430.